# ТЕС П'єтрафітта
ТЕС П'єтрафітта – теплова електростанція у центральній частині Італії в регіоні Умбрія, провінція Перуджа. На початку 2000-х модернізована з використанням технології комбінованого парогазового циклу.
У 1958 році станцію ввели в експлуатацію із двома обладнаними паровими турбінами конденсаційними енергоблоками PF1 та PF2. Як паливо вони споживали лігніт, котрий видобували у розташованому поруч кар’єрі. 
В 1980-му на майданчику змонтували дві встановлені на роботу у відкритому циклі дві газові турбіни Fiat TG 50C потужністю по 88 МВт (блоки PF3 і PF4). Вони споживали дизельне пальне та призначались для покриття пікових навантажень у енергомережі. 
До кінця століття запаси копальні вичерпались і у 2000 році вугільні блоки зупинили. Натомість в 2003-му станція пройшла модернізацію, під час якої тут з’явився парогазовий блок PF5. Він складається із однієї газової турбіни потужністю 250 МВт, котра через котел-утилізатор живить дві парові турбіни з показниками по 56 МВт. Паливна ефективність цього блоку, котрий споживає природний газ, становить 56%.
Газотурбінні блоки PF3 і PF4 були виведені з експлуатації у 2014 році.
Видалення продуктів згоряння із котла-утилізатора свідбувається через димар висотою 90 метрів.
Для охолодження використовується вода із річки Несторе.
Зв’язок із енергомережею відбувається по ЛЕП, розрахованій на роботу із напругою 132 кВ.